# لهجة ظفارية
اللهجة الجبالية هي إحدى اللهجات العربية القديمة في جنوب سلطنة عمان التي تحدها اليمن والمملكة العربية السعودية ويتكلم اهلها لهجة خاصة بهم مع اللغة العربية المعروفة والمفهومة في الوطن العربي وهي لغة القران. ويتحدث بها معظم قبائل ظفار مثل الشحره وقبيلة أل كثير والحكلي والمهرة.